# Jamil Lahoud

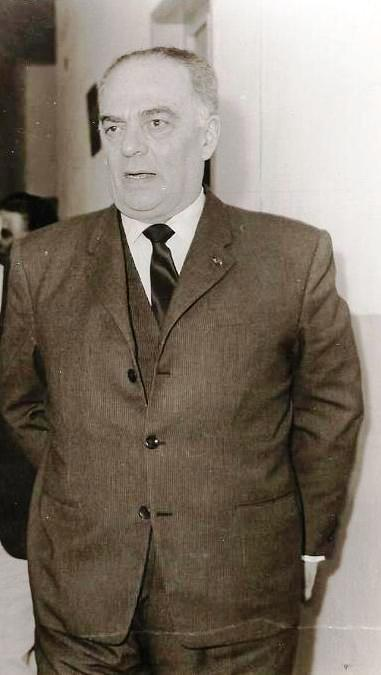
Jamil Lahoud

Jamil Lahoud (1901–1983) was een Libanese generaal en politicus. Hij behoorde tot de Maronitische Kerk.
Jamil Lahoud was bevelhebber in de strijdkrachten tijdens het Franse mandaat over Libanon. Hij speelde een hoofdrol bij de actie voor de onafhankelijkheid
en liet als eerste commandant de nationale vlag hijsen tijdens het appel. Hij richtte in 1941 een oproep tot alle officieren om alleen het Libanese opperbevel te gehoorzamen. Zo ontliep hij een keuze tussen de Franse regering in Vichy en het Comité van Vrije Fransen van generaal De Gaulle. In 1959 werd hij bevorderd tot generaal.
Jamil Lahoud was nauw bevriend met generaal Foead Shehab, de derde president van de republiek. In 1960 werd hij voor Noord-Metn in de Nationale Vergadering gekozen en in 1964 herkozen. In 1960 was hij eveneens minister van Arbeid en Sociale Zaken.
Hij was getrouwd met Adrenee Bajakian (een Armeense). Het echtpaar kreeg twee kinderen:
- Nasri Lahoud (1934) — diplomaat en rechter
- Émile Lahoud (1936) — president van Libanon (1998 - 2007)